# Dead Space (jogo eletrônico de 2023)
Dead Space é um jogo eletrônico de survival horror e ficção científica desenvolvido pela Motive Studios e publicado pela Electronic Arts. É um remake do jogo de 2008 com o mesmo nome desenvolvido pela EA Redwood Shores, e foi lançado em 27 de janeiro de 2023 para Microsoft Windows, PlayStation 5 e Xbox Series X/S. É o primeiro lançamento da série Dead Space desde Dead Space 3 (2013).

## Sinopse
O jogo mantém o mesmo enredo básico do original. Situado no século 26, a história segue o engenheiro Isaac Clarke, um tripulante em uma embarcação de reparos designada para o USG Ishimura, uma enorme nave de mineração planetária. Ao investigar um pedido de socorro enviado pela oficial médica do navio (namorada de Isaac), a tripulação do navio é atacada por cadáveres humanos mutantes; Issac é forçado a se defender enquanto tenta salvar seus companheiros de tripulação sobreviventes e descobrir a verdade por trás da perda de Ishimura.

## Desenvolvimento
O jornalista de jogos Jeff Grubb, da GamesBeat, informou que um remake de Dead Space (2008) estava em desenvolvimento na Motive Studios em 1.º de julho de 2021. Ele especulou que o sucesso de Star Wars Jedi: Fallen Order (2019) da Electronic Arts (EA) e dos remakes Resident Evil 2 (2019) e Resident Evil 3 (2020) da Capcom foram fundamentais na decisão da editora de dar luz verde ao remake de Dead Space.
A Motive utilizou o motor Frostbite, de propriedade da EA, para desenvolver o jogo, o mesmo que o estúdio usou anteriormente para desenvolver Star Wars: Squadrons (2020) e a campanha para um jogador de Star Wars Battlefront II (2017). O jogo mantém a mesma história e estrutura do original, mas apresenta recursos, modelos de personagens e cenários redesenhados. Os desenvolvedores  aproveitaram os SSDs da nona geração de consoles para que o jogo seja apresentado como uma "sequência ininterrupta", sem telas de carregamento. Conteúdos que foram removidos do jogo original devido a restrições técnicas também podem ser adicionados. O jogo não apresenta microtransações, ao contrário de Dead Space 3 (2013), onde a adição de microtransações resultou em uma recepção negativa.
O diretor de arte do jogo, Mike Yazijan, que trabalhou anteriormente como diretor de arte na EA Montreal auxiliando a Visceral Games no desenvolvimento de Dead Space 2 (2011). Gunner Wright reprisa seu papel como Isaac Clarke, que é totalmente dublado, assim como suas aparições em Dead Space 2 e Dead Space 3.

## Divulgação e lançamento
O jogo foi anunciado no evento EA Play Live em 22 de julho de 2021, acompanhado por um teaser trailer, com data de lançamento inicial prevista para o final de 2022. Em março de 2022, foi anunciado que o jogo havia sido adiado para o início de 2023 e, em maio, a Motive confirmou seu lançamento para 27 de janeiro de 2023 para as plataformas Microsoft Windows, PlayStation 5 e Xbox Series X/S.

## Recepção
Dead Space recebeu "críticas geralmente positivas" nas versões para PC e PlayStation 5, enquanto a versão para Xbox Series X recebeu "aclamação universal", de acordo com o agregador de resenhas Metacritic.